# 도서 정리 사업
도서 정리 사업(圖書整理事業)이란 1967년부터 1970년대 중반까지 조선민주주의인민공화국에서 벌어진 극좌적 문화 개조 운동을 말한다.

## 내용
1967년 5월 25일 조선로동당 4기 15차 전원회의에서 김일성이 발표한 5·25 교시에 의해 시행되었다.
5.25교시의 정확한 내용은 알려지지 않았으나 김일성의 유일독재체제가 본격화되는 출발점이자 북한사회, 특히 지식인 탄압의 중요한 분기점으로 보고있다.
1970년대 중반까지 진행된 이 사업으로 전국의 모든 가정과 직장에서 보유하고 있는 책에 대해 페이지 하나, 글자 하나까지 검열이 이뤄졌다. 검열 기준은 수령우상화, 항일무장투쟁의 절대화, 계급투쟁 등 이른바 반수정주의·반부르주아 문화에 저촉되는가였다. 그 결과 수많은 도서가 불태워졌고, 오직 김일성 저작과 김일성 찬양의 정치서적만 남게 됐다. 음악·미술·과학 부문에서도 비슷한 현상이 일어나 외국 음악은 소련 노래까지도 금지됐고 서양화는 찢겨졌으며, 서양화 화가들은 지방으로 좌천됐다. 또한 조선민주주의인민공화국의 많은 연예인들이 도서정리사업으로 인해 숙청당했다.
5.25교시에 의해 이뤄진 도서정리사업은 8월 종파사건과 함께 조선민주주의인민공화국을 독재체제로 존속시킨 사건으로 평가된다.

## 같이 보기
- 8월 종파사건
- 문화 대혁명